# Дзякіно (Глазовський район)
Дзя́кіно (рос. Дзякино) — село (колишнє селище) в Глазовському районі Удмуртії, Росія.

## Населення
Населення — 721 особа (2010; 851 в 2002).
Національний склад станом на 2002 рік:
- удмурти — 62 %
- росіяни — 34 %

## Урбаноніми[3]
- вулиці — Березова, Кірова, Красіна, Миру, Мічуріна, Нагірна, Нова, Підлісна, Праці, Пушкіна, Радянська, Свободи, Торф'яна